# Tarifgemeinschaft der Deutschen Rentenversicherung
Die Tarifgemeinschaft der Deutschen Rentenversicherung (TgDRV) ist der Arbeitgeberverband der Deutschen Rentenversicherung mit Sitz in Alzenau. Der nicht rechtsfähige Verein wurde 1983 gegründet, damals noch unter der Abkürzung TgRV.
Alle 14 Regionalträger der Deutschen Rentenversicherung sind mit den ihnen zugehörigen Kliniken Mitglieder der TgDRV. Insgesamt werden durch die TgDRV Tarifverträge für etwa 32.000 Beschäftigte  abgeschlossen. 
Perspektivisch sollen dem TgDRV auch die zwei Bundesträger der Deutschen Rentenversicherung beitreten, also die Deutsche Rentenversicherung Bund und die Deutsche Rentenversicherung Knappschaft-Bahn-See (und deren zugehörigen Institutionen wie zum Beispiel Rechenzentren, Kliniken, Berufsförderungswerke).
Zweck ist laut Satzung:
- Festlegung von Grundsätzen der Tarifpolitik für die Deutsche Rentenversicherung
- Abschluss von Tarifverträgen oder von sonstigen Vereinbarungen
- Festlegung verbindlicher Richtlinien
- Beratung der Mitglieder in tarif- und arbeitsrechtlichen Fragen